# Ferdynand Sznajdrowicz
Ferdynand Sznajdrowicz (ur. 15 listopada 1886 w Żywcu, zm. 18 stycznia 1940 w Katowicach) – ksiądz, proboszcz Parafii św. Bartłomieja w Lipowej w latach 1924–1940, za pomoc Armii Krajowej zamordowany podczas II wojny światowej.

## Młodość
Urodził się 15 listopada 1886 roku w Żywcu w mieszczańskiej rodzinie. Ojciec Franciszek i matka Maria z Bajtlików byli zatrudnieni w zamku u książąt Habsburgów. Jego ojciec zmarł w 1939 roku, matka w 1943. Posiadał dwójkę rodzeństwa: starszy brat zmarł jako nauczyciel w wieku 29 lat, a młodszy Antoni, będący również kapłanem, zmarł w 1948 roku.
Ukończyłł gimnazjum w Wadowicach, zdając w dniu 15 czerwca 1906 roku egzamin dojrzałości. Zanim wstąpił do seminarium, rozważał zostanie lekarzem.
W latach 1906–1910 studiował filozofię i teologię w Seminarium Duchownym w Krakowie, a także filozofię i teologię na Wydziale Teologicznym Uniwersytetu Jagiellońskiego w Krakowie.

## Duchowieństwo
W 1910 roku otrzymał święcenia.
W latach 1910–1911 był wikariuszem w Parafii Wszystkich Świętych w Rudawie, a także: prefektem szkół w Rudawie, Brzezince, Nawojowej Górze, Radwanowicach, Siedlcu. W 1919 roku został przeniesiony do parafii św. Klemensa Papieża i Męczennika w Wieliczce, gdzie pełnił funkcję wiktariusza i prefekta szkół powszechnych do 1915 roku. W latach 1915–1916 był prefektem w parafii Apostołów św. Szymona i św. Judy Tadeusza w Skawinie. W 1917 roku pracował jako wikariusz w parafii św. Bartłomieja Apostoła w Łapanowie. W latach 1917–1918 był kuratusem, rektorem i ekspozytem w kościele w Dębnikach w parafii św. Józefa Oblubieńca Najświętszej Maryi Panny w Krakowie, a także prefektem w szkołach powszechnych. W 1920 roku wikariusz archikatedry pw. św. Stanisława Biskupa i Męczennika i św. Wacława Męczennika w Krakowie. W 1922 roku prefekt Parafii św. Katarzyny Panny i Męczennicy w Nowym Targu.
W latach 1924–1940 proboszcz Parafii św. Bartłomieja w Lipowej. Dzięki jego staraniom w Lipowej powstał Dom Parafialny. Był społecznikiem i członkiem Rady Gminnej, a także stał na czelę lokalnej spółdzielni. Dzięki jego zaangażowaniu we wsi powstały dwa sklepy, a dzięki kontaktom z Habsburgami, które odziedził po rodzicach, zdobył drewno na budowę domu dla starców.

## II wojna światowa
W czasie II wojny światowej mieszkańcy Lipowej zwrócili się do niego z zapytaniem, co mają zrobić z bronią, którą uzyskali od polskich jednostek wycofujących się podczas kampanii wrześniowej. Ferdynand Sznajdrowicz doradził sposób konserwacji i ukrycia.
6 stycznia 1940 wraz z 40 innymi parafianami został aresztowany przez Niemców pod pozorem przechowywania broni. Podczas przesłuchiwań w areszcie miejskim w Żywcu próbował całą winę wziąć na siebie. 10 stycznia 1940 został przewieziony do więzienia w Katowicach.
17 stycznia 1940 razem z 37 innymi Polakami został skazany przez niemiecki sąd kapturowy Sondergericht na karę śmierci.
Został zamordowany w masowej egzekucji w gliniankach cegielni Grünfeldaa w Katowicach przy ul. Karbowej.
Miejsce pochówku Ferdynanda Sznajdrowicza i 36 parafian pozostaje nieznane. Ustalono jedynie, że zwłoki pomordowanych przewieziono do kostnicy dwóch szpitali w Katowicach: przy ulicy Raciborskiej 37 i Warszawskiej 52.

## Upamiętnienie
Co roku w parafii w Lipowej odbywa się msza upamiętniająca rocznicę rozstrzelania Ferdynanda Sznajdrowicza. W 2023 roku w uroczystościach wzięli udział przedstawiciele Wojska Obrony Terytorialnej.
Obok kościoła parafialnego w Lipowej znajduje się pomnik ku „pamięci mieszkańców Lipowej, Ostrego, Słotwiny” zamordowanych w czasie egzekucji w Katowicach oraz w innych miejscowościach w latach 1939–1945.